# Grotesque

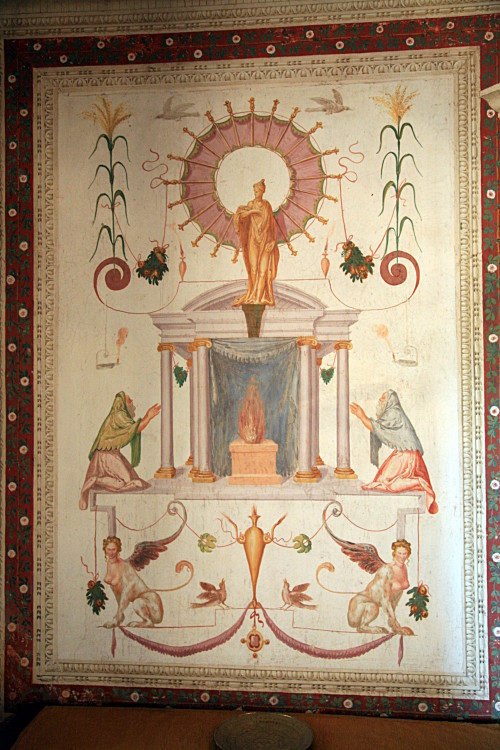
Grotesque de la villa Emo (XVIe siècle).

Le grotesque est à l'origine un style d'ornement découvert à la Renaissance. Par dérive, le terme désigne aussi aujourd'hui le caractère de ce qui semble ridicule, bizarre, risible, mêlé d'un certain effroi. Selon Rémi Astruc, malgré la difficulté à identifier les formes de grotesque en raison de leur extraordinaire variété et diversité, tout grotesque pourrait se ramener à la mise en œuvre d'un ou plusieurs de ces motifs : redoublement, hybridité, métamorphose.

## Origine

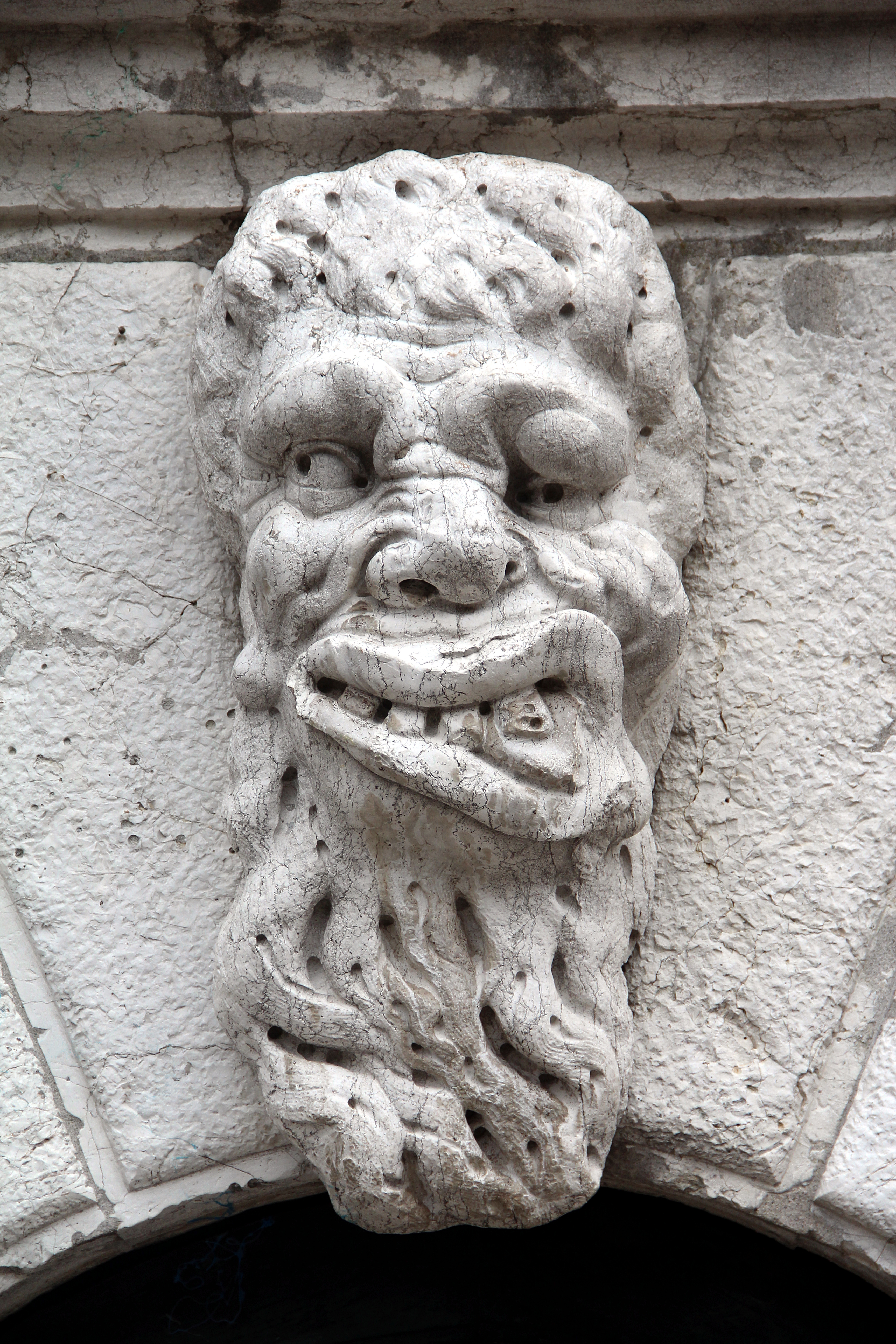
Grotesque ornant la porte du campanile de l'église Santa Maria Formosa à Venise.

Le mot vient qualifier les ornements de la Domus Aurea, la Maison de l'Âge d'or (nommée aussi Maison Dorée) construite par Néron et qui est couverte de motifs étranges. À la fin du XVe siècle, un jeune Romain tomba dans un trou sur les pentes de l’Oppius et se retrouva dans une sorte de grotte couverte de peintures surprenantes, d'où le nom de « grotesques » que l'on donna à ces peintures. En réalité, c'était la Domus Aurea, qui était ensevelie. Le terme n'avait donc à l'origine pas le même sens qu'actuellement. Les peintures de style grotesque sont des montages fantaisistes d'éléments divers (architectures, vases, guirlandes, rinceaux, etc.), contenant fréquemment des figures humaines et animales qui peuvent éventuellement être chimériques et caricaturales mais pas toujours.

## Usages
Au XVIe siècle et sans doute pour la première fois chez Montaigne, le mot passe de l'art pictural à la littérature pour désigner la composition bizarre et a priori sans ordre des Essais.
Par la suite, c'est devenu un terme usuel pour la critique d'art. Beaucoup d’œuvres comiques utilisent le grotesque qui est d'un effet très puissant, à commencer par celle de Rabelais. Mais aussi des œuvres où le comique est mâtiné d'étrangeté voire créateur d'angoisse comme chez Kafka. Le grotesque est devenu un élément majeur de la création désabusée ou délirante au XXe siècle.
Selon Dominique Iehl et Rémi Astruc, le grotesque, dont le repérage dans les textes est rarement certain, est surtout reconnaissable à un effet de vertige produit par les œuvres.
Le terme est aussi employé dans un autre sens dans les domaines suivants :
- tonalité littéraire (chez Victor Hugo par exemple, qui l'oppose au sublime dans sa préface de Cromwell) ;
- style typographique (linéale)

## Le corps grotesque
Le corps grotesque est un concept défini pour la première fois par Mikhail Bakhtine, un critique littéraire russe, dans son ouvrage L'œuvre de François Rabelais et la culture populaire au Moyen Age et sous la Renaissance, paru en 1965. Il y utilise la satire de Rabelais ainsi que la notion de carnavalesque pour exprimer une dimension subversive de la culture populaire. 

## Galerie

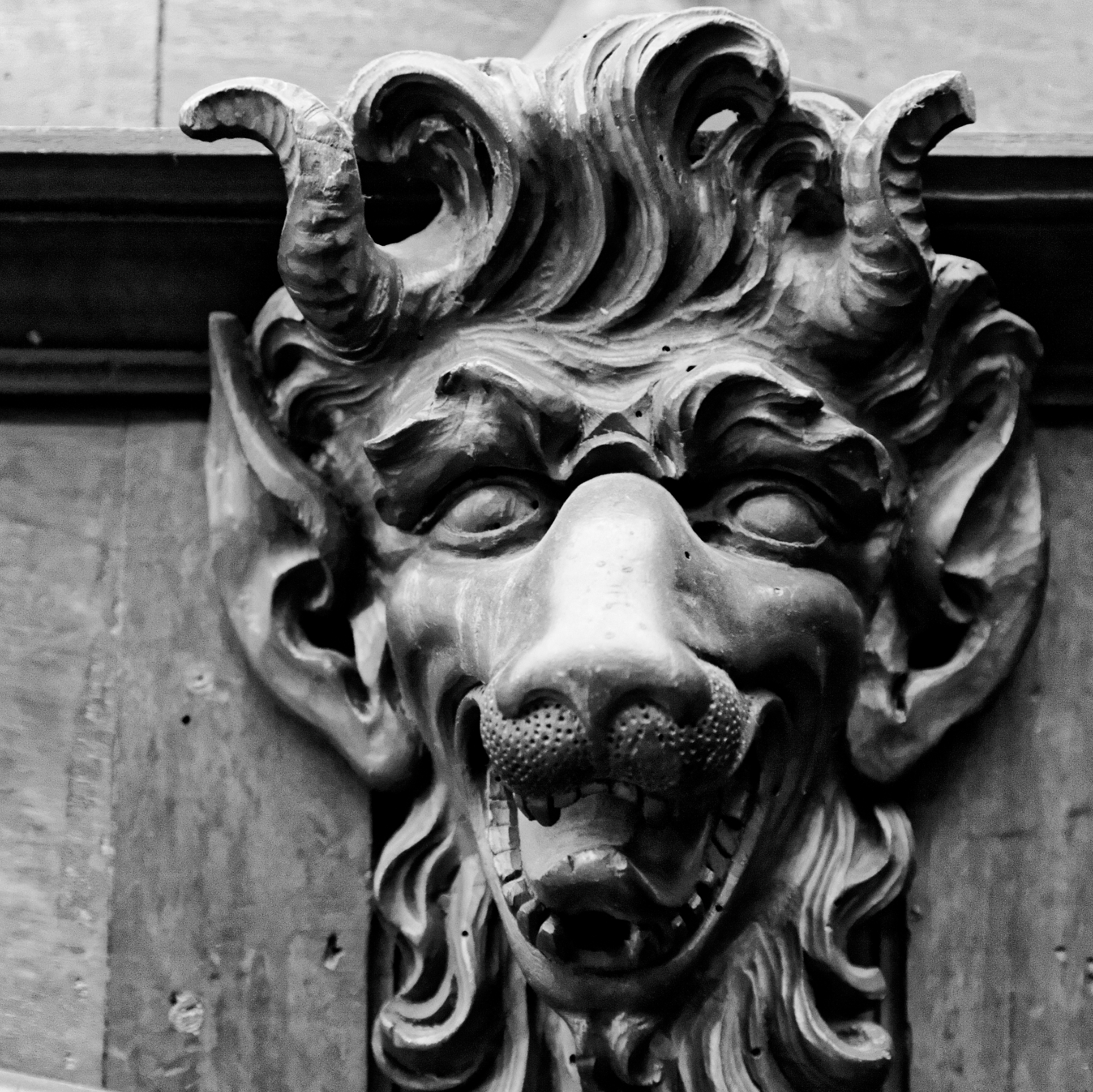
Exemple d'un grotesque sculpté sur les rangements ceignant la salle du conseil de la mairie d'Aix-en-Provence.
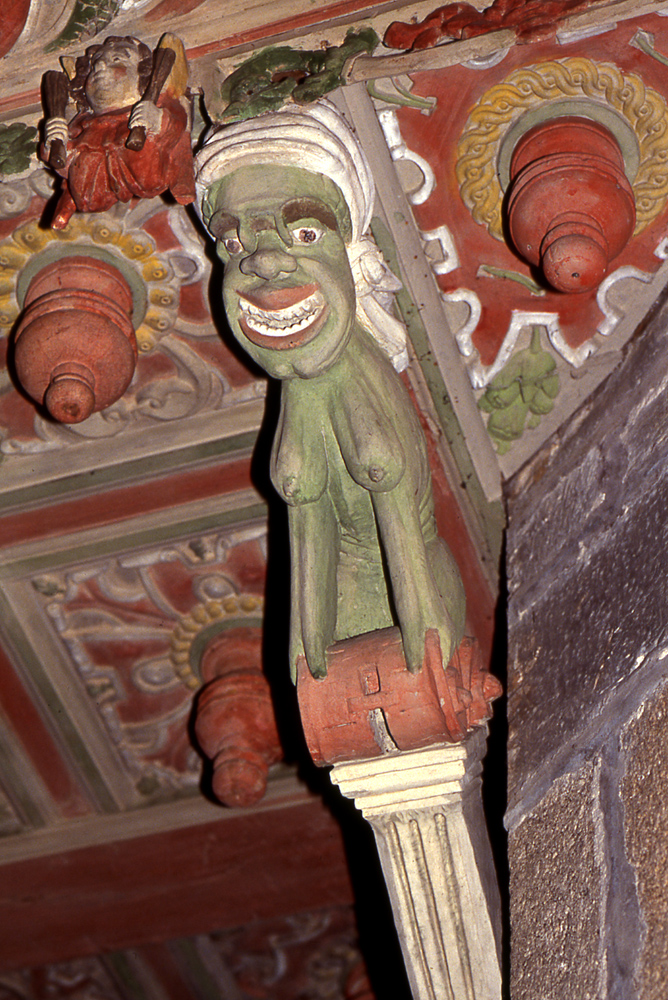
Grostesque en l'église Saint-Yves de La Roche-Maurice dans le Finistère.